# Igoris Morinas
Igoris Morinas (Vilnius, 21 febbraio 1975) è un ex calciatore lituano, di ruolo centrocampista o attaccante.

## Carriera
Comincia la sua carriera in Lituania. Dopo un periodo trascorso in Germania, Morinas torna a giocare in patria.

## Palmarès

### Club

#### Competizioni nazionali
- Coppa di Lituania: 1

Žalgiris: 1997
- Campionato tedesco di seconda divisione: 1

Hannover 96: 2001-2002

### Nazionale
- Coppa del Baltico: 2

1997, 2005

### Individuale
- Capocannoniere della Coppa del Baltico: 1

2005 (2 reti)